# Montagnana
Montagnana – miejscowość i gmina we Włoszech, w regionie Wenecja Euganejska, w prowincji Padwa.
Według danych na rok 2004 gminę zamieszkiwało 9351 osób, 207,8 os./km².